# Pearson Trotman
Pearson Trotman, född 29 november 1949, är en friidrottare från Barbados. Han deltog vid olympiska sommarspelen 1976.